# Maarlandhoeve

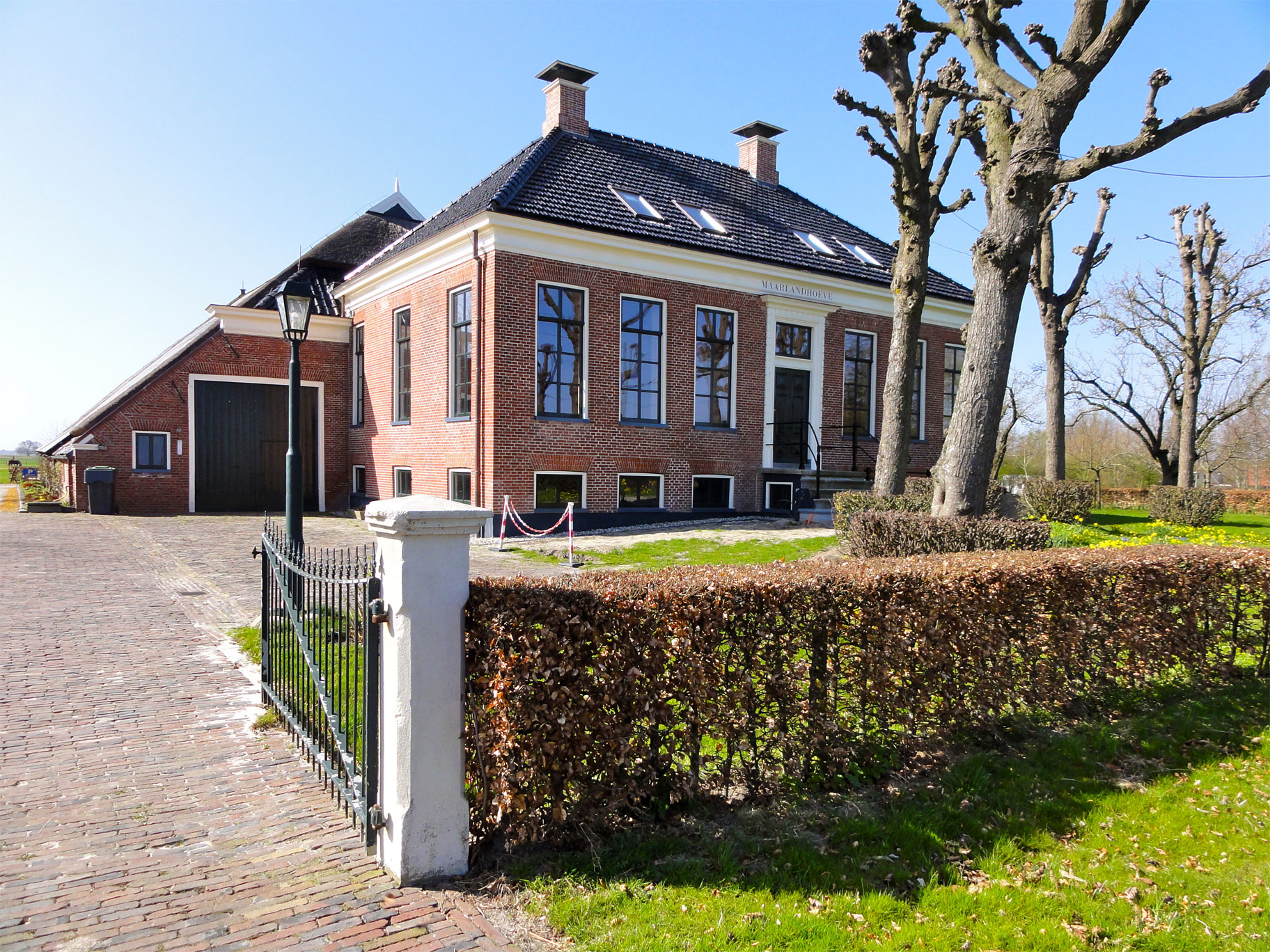
De Maarlandhoeve in Uithuizen anno 2011

De Maarlandhoeve is een monumentale dwarshuisboerderij, gelegen net ten zuiden van Uithuizen aan de weg naar Doodstil in de provincie Groningen.

## Geschiedenis
De boerderij werd gebouwd in de eerste helft van de 19e eeuw. Opdrachtgever was de deurwaarder Adolf Niklaas Eikema (1801-1851). De dwarshuisboerderij heeft een voorhuis in de vorm van een landhuis. In 1840 ging de schuur door brand verloren. Na het overlijden van Eikema kwam de boerderij in handen van Jan Sierts Huizinga (1821-1877) en Eltje Pieters Boukema (1827-1914), die in 1850 in Uithuizen waren getrouwd. Zij plaatsten in 1854 een nieuwe schuur achter het huis, een schuur die in 1924 werd verlengd. In de schuur bevindt zich een sluitsteen met hun initialen JSH en EPB en het bouwjaar 1854. Op een tweede sluitsteen staan de initialen BJH van hun dochter Bouke Jans Huizinga.
Het woonhuis is gebouwd in een ambachtelijke-traditionele stijl met gebruikmaking van neoclassicistische elementen. De hoofdingang bevindt zich in het midden van de voorzijde, met een trap met natuurstenen treden en een bakstenen stoep leidt naar de ingang. Ter weerszijden van de ingang bevinden zich aan elke zijde drie achtruitsvensters met daaronder de keldervensters. Ook in de zijgevels bevinden zich achtruitsvensters. Recht boven de hoofdingang is in de daklijst de naam Maarlandhoeve aangebracht. Het schilddak heeft twee schoorstenen op beide hoekpunten.
Voor het huis bevindt zich een zeldzame oude lindeovaal. Aan de noordzijde is een boomgaard aangelegd.
De boerderij is onder meer erkend als een rijksmonument vanwege de hoge mate van gaafheid van het pand zowel aan de buiten- als aan de binnenzijde, vanwege de verzorgde detaillering, het materiaalgebruik en de zeldzame lindeovaal. Ook wordt de boerderij gewaardeerd als een voorbeeld van het soort traditioneel aangelegde woonhuizen uit de eerste helft van de 19e eeuw, met de in later jaren aangebrachte veranderingen.